# Karl Martin (Geologe)

Karl Martin

Karl Martin (vollständiger Name Johann Karl Ludwig Martin, * 24. November 1851 in Jever; † 14. November 1942 in Leiden) war ein deutscher Geologe und Paläontologe, der seit 1877 in den Niederlanden tätig war. Er gilt als Begründer der Paläontologie in den Niederlanden.

## Biografie
Sein Vater war der Postdirektor V. W. Martin und seine Mutter hieß M. A. Hoffmann. Karl Martin besuchte das Gymnasium in Oldenburg und Jever. Im April 1871 immatrikulierte er sich an der Universität München, war danach an der Universität Leipzig und an der Universität Göttingen. Seine prägendsten Lehrer waren Karl von Seebach, Hermann Credner, Rudolf Leuckart und August Grisebach. An letztgenannter Hochschule promovierte er am 18. Februar 1874 zum Doktor der Paläontologie und Zoologie mit der Abhandlung Ein Beitrag zur Kenntnis fossiler Euganoiden. Im Jahr seiner Promotion wurde er Assistent am Geologisch-Paläontologischen Museum in Göttingen und 1876 erhielt er eine Professur am Gymnasium in Wismar. Sein Interesse galt in dieser Zeit vor allem den Findlingen. Um seine Kenntnisse zu vertiefen, besuchte er in Leiden das Museum für Naturgeschichte um die Sammlung von Winand Staring (1808–1877) zu untersuchen. Hier kam er in Kontakt mit dem Zoologen Hermann Schlegel, der Direktor des Museums war.

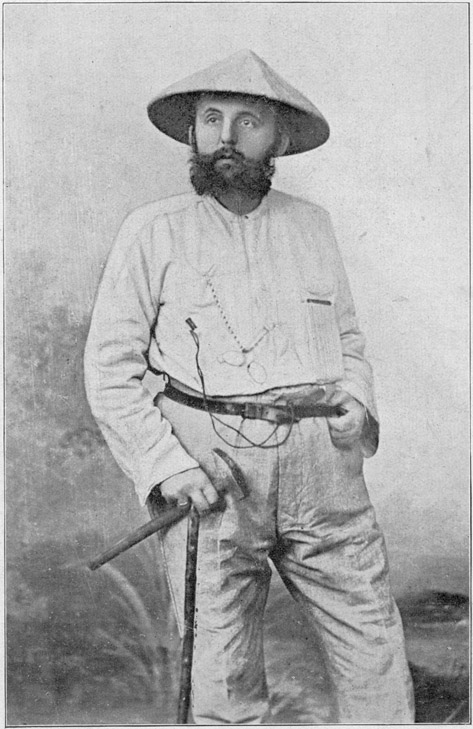
Karl Martin während der Expedition auf den Molukken im Jahre 1892

Im Jahre 1877 wurde an der Universität Leiden ein Lehrstuhl für Geologie eingerichtet. Durch Protektion von Schlegel wurde Martin am 11. September 1877 als Professor für Geologie, Mineralogie, Kristallographie und Paläontologie an diese Hochschule berufen. Nachdem er am 8. Dezember 1877 seine Antrittsvorlesung Geologische Theorien der Jetztzeit mit einleitenden Bemerkungen aus der Vorgeschichte der Geologie gehalten hatte, war er von 1878 bis 1922 Direktor des 1880 neu gegründeten geologischen Museums in Leiden und 1895/96 amtierte er als Rektor der Universität Leiden. Letztgenanntes Amt legte er am 8. Februar 1896 mit der Rede Uit het jongste geologische verleden der Nederlandsche Koloniën in Oost- en West-Indië nieder.
Als Wissenschaftler beschäftigte Martin sich vor allem mit paläontologischen und stratigraphischen Untersuchungen der erdneuzeitlichen Fauna von Niederländisch-Indien- und hier speziell von den Molukken. Martins Forschung stützte sich vor allem auf die fossilen Sammlungen im geologischen Museum, die überwiegend aus den niederländischen Kolonien stammten. Diese Kollektion vergrößerte er durch Ankäufe und durch Teilnahme an Expeditionen in die Kolonien. Hierzu reiste er Ende 1884 nach Suriname, den niederländischen Antillen und Venezuela sowie 1892 auf die Molukken und 1910 nach Java.
Nachdem er am 25. Februar 1922 emeritiert wurde, verabschiedete er sich am 18. September 1922 in den Ruhestand. Auch nach seiner Emeritierung setzte er sein Studium der tertiären Schichtenkunde von Niederländisch-Indien weiter fort. Sein Nachfolger als Hochschullehrer wurde Berend Georg Escher. Unter seinen Studenten befanden sich G. Molengraaff, J. Umbgrove, Lamoraal Ulbo de Sitter und P. H. Kuenen. Eine weitere bekannte Schülerin von Martin war Königin Wilhelmina, die eine Sammlung von Fossilien und Mineralen besaß und Privatunterricht in Geologie erhielt.
Er gilt als Begründer der Paläontologie in den Niederlanden.
Martin war Mitglied vieler Gelehrtengesellschaften seiner Zeit. So wurde er am 6. Mai 1884 Mitglied der königlich niederländischen Akademie der Wissenschaften, 1882 Korrespondierendes Mitglied der Academy of Natural Sciences in Philadelphia, 1879 Mitglied der Gesellschaft zur Förderung der Naturforschung und Medizin in Amsterdam, 1884 Mitglied der Overijselsche Vereeniging tot ontwikkeling van provinciale welvaart, 1887 Mitglied am königlichen Institut für Sprach, Landes und Völkerkunde von Niederländisch-Indien, 1887 korrespondierendes Mitglied der batavischen Akademie der Wissenschaften, 1898 Mitglied der Akademie der Naturforscher Leopoldina und 1890 Mitglied der holländischen Gesellschaft der Wissenschaften in Haarlem. Zudem wurden ihm einige Auszeichnungen zu teil. So wurde er 1896 Ritter des Ordens vom niederländischen Löwen, 1901 Ritter der Ehrenlegion, 1882 Ritter 1. Klasse des Oldenburgischen Haus- und Verdienstordens, 1886 Kommandeur 3. Klasse des Ordens Simon Bolivar von Venezuela und 1919 Ehrenmitglied der Universität Rostock.

## Familie
Karl Martin war zwei Mal verheiratet. Seine erste Ehe schloss er 1875 mit Anna Maria Christina Fittica (* 27. Mai 1846 in Amsterdam; † 30. Dezember 1906 in Leiden). In zweiter Ehe heiratete der Witwer am 30. Januar 1908 in Leiden Hillegonda Icke (* 12. Januar 1881 in Rotterdam; † 21. September 1966 in Leiden). Die Ehe blieb kinderlos. Aus erster Ehe sind folgende Kinder bekannt:
- Wilhelm Martin, Kunsthistoriker (* 20. Juni 1876 in Quakenbrück; † 10. März 1954 in Den Haag) verh. 9. August 1906 in Leiden mit Maria Cornelia Visser van Ijzendoorn (* 17. Juni 1885 in Gorinchem), Tochter von Alibert Cornelis Visser van IJzendoorn (* 2. August 1858 in Gorinchem; † 23. September 1924) und Margaretha Johanna Mijnlieff (* 9. November 1856 in Jutphaas; † 18. März 1937)
- Alida Martin (* 14. September 1877 in Wismar) verh. 23. Juli 1908 in Amsterdam mit Marten van Maanen (* um 1879 in Hoorn)
- Karla Martin (* 18. Mai 1879 in Leiden) verh. 17. Juli 1902 mit Albertus Lodewijk Zaalberg (* 16. Februar 1873 in Aarlanderveen; † 26. April 1908 in Den Haag)
- Herman Martin (* 22. März 1881 in Leiden) lebte in Den Haag
- Annie Martin (* 26. August 1884 Zwischenahn (Oldenburg); † 22. Dezember 1884 in Leiden)
- Hans Martin (KLM-Manager) (* 9. November 1886 in Leiden)

## Schriften (Auswahl)
- Petrefakten aus der Raethischen Stufe bei Hildesheim I. Fischreste. In: Zeitschrift der Deutschen geologischen Gesellschaft 26, 1874, S. 816–820
- Niederländische und Nordwestdeutsche Sedimentärgeschiebe. 1878
- Die Tertiärschichten auf Java. 1879–1880
- Westindische Skizzen. Reise-Erinnerungen, mit 22 Tafeln und einer Karte. Leiden 1887 (Nachdruck Outlook Verlag, Bremen 2011, ISBN 978-3-86403-143-4).
- Bericht über eine Reise nach Niederländisch West-Indien und darauf gegründete Studien. Leiden 1888.
- Reisen in den Molukken, in Ambon, den Uliassern, Seran (Ceram) und Buru. Eine Schilderung von Land und Leuten. Text- u. Tafelband. Leiden 1894 (geolog. Teil 1903)
- Die Fossilien von Java. 1891–1922
- Sammlungen des geologischen Reichs-Museums in Leiden. 1881–1923